# ゲルフォントの定数
ゲルフォントの定数（ゲルフォントのていすう、英語: Gelfond's constant）は数学定数の一つで、ネイピア数 e と円周率 π を用いて eπ と表される数である。小数表示は
eπ = 23.14069 26327 79269 00572 90863 67948 54738 02661 06242 60021 19934 45046 40952 43423 50690 45278 35169 71997 06754 92196 76… (オンライン整数列大辞典の数列 A039661)
である。この数はロシアの数学者アレクサンドル・ゲルフォントにちなんで名付けられた。ゲルフォントの定数は e や π と同様に超越数である。このことはゲルフォント＝シュナイダーの定理から証明できる。

## 数学的性質
ここで i を虚数単位にするとき
eπ はオイラーの公式より
{\displaystyle e^{ix}=\cos x+i\sin x}
から以下のように変形できる。{\displaystyle e^{\pi }=(e^{i\pi })^{-i}=(\cos \pi +i\sin \pi )^{-i}=(-1)^{-i}}
ただしiのi乗同様{\displaystyle e^{3\pi }}、{\displaystyle e^{5\pi }}…や{\displaystyle e^{-\pi }}、{\displaystyle e^{-3\pi }}…などの{\displaystyle e^{(2k+1)\pi }}(kは任意の整数)でもこのような変形ができてしまうため{\displaystyle (-1)^{-i}}が多価であり1つの実数に定まらない事に注意が必要である。
ゲルフォント＝シュナイダーの定理は 「a を 0, 1 でない代数的数、b を有理数でない代数的数とすると、ab は超越数である」という内容である。a = −1, b = −i はこの条件を満たすので、(−1)−i は超越数である。すなわち eπ は超越数である。
ちなみに、ee, ππ, πe などは有理数であるのか無理数であるのか超越数であるのか否かは証明されていない。
{\displaystyle k_{0}={\frac {1}{\sqrt {2}}}} として
{\displaystyle k_{n}={\frac {1-{\sqrt {1-{k_{n-1}}^{2}}}}{1+{\sqrt {1-{k_{n-1}}^{2}}}}}}
と定義されるとき、 数列
{\displaystyle \left({\frac {4}{k_{n+1}}}\right)^{2^{-n}}}
は eπ に収束する。
eπ − π はほとんど整数である。
eπ − π = 19.99909997918947…